# Dyniska
Dyniska – wieś w Polsce położona w województwie lubelskim, w powiecie tomaszowskim, w gminie Ulhówek.
W latach 1954–1959 wieś należała i była siedzibą władz gromady Dyniska, po jej zniesieniu w gromadzie Ulhówek. W latach 1975–1998 miejscowość administracyjnie należała
do województwa zamojskiego.
Wieś jest sołectwem w gminie Ulhówek. Według Narodowego Spisu Powszechnego z roku 2011 wieś liczyła 217 mieszkańców.
Wieś jest siedzibą rzymskokatolickiej parafii św. Antoniego w Dyniskach.

## Części wsi
| SIMC    | Nazwa   | Rodzaj    | Rodzaj |
| ------- | ------- | --------- | ------ |
| 0904322 | Haj     | część wsi |        |
| 0904339 | Kąt     | część wsi |        |
| 0904345 | Podlipy | część wsi |        |

## Historia
Wieś wymieniana w źródłach po raz pierwszy w 1449 r. pod nazwą Deniska. Do znanych z nazwiska właścicieli należeli: rodzina Nosów w XV w., Gdeszyńscy w XVI w., Dzierżkowie w XVIII w., w końcu Skolimowscy od poł. XIX w. do 1939 r.
Jednym z właścicieli był Julian Skolimowski, oficer szwoleżerów i uczestnik powstania listopadowego. Podczas powstania styczniowego dwór w Dyniskach, leżący w Galicji przy granicy z Królestwem służył powstańcom jako baza. Tutaj leczyli się i ukrywali ranni powstańcy. Dwór był także ośrodkiem życia kulturalnego. W latach 50. XIX w. bywał tu Ferenc Liszt, który udzielał lekcji muzyki. Od czerwca 1866 roku przebywał kilka miesięcy u Skolimowskich Artur Grottger oraz jego narzeczona, Wanda Monné. Ulubionym miejscem ich spotkań była stojąca pośród pól samotna sosna. Artysta narysował w Dyniskach większość rysunków poświęconych walkom powstańczym jakie odbyły się na terenie Litwy oraz Białorusi pod tytułem Lithuania były to cztery kartony „Znak”, „Przysięga”, „Duch” oraz „Widzenie”.
W II Rzeczypospolitej wieś w powiecie rawskim w woj. lwowskim.
W 1944 nacjonaliści ukraińscy z OUN-UPA zamordowali 32 tutejszych Polaków, w tym 15 na terenie wsi i 17 na terenie Tarnoszyna, gdzie się schronili. Spalili też większość gospodarstw.
Przed II wojną światową wieś zamieszkiwali głównie Ukraińcy, wysiedleni w 1947 r. w ramach akcji „Wisła” do ZSRR i na Ziemie Zachodnie. We wsi działała cerkiew Soboru Matki Bożej, zamieniona po 1947 na kościół, w 1987 zniszczona przez pożar.

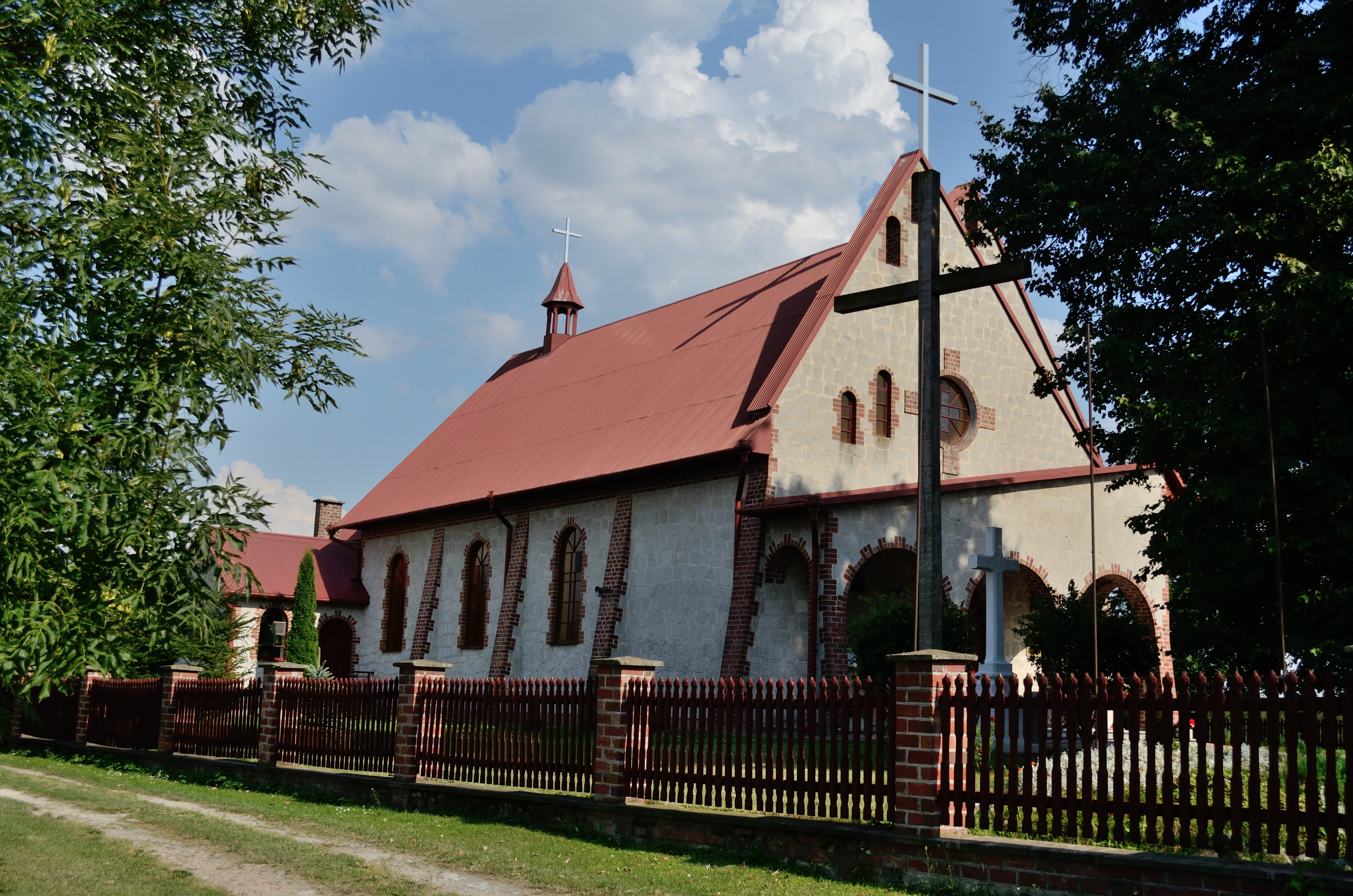
Kościół
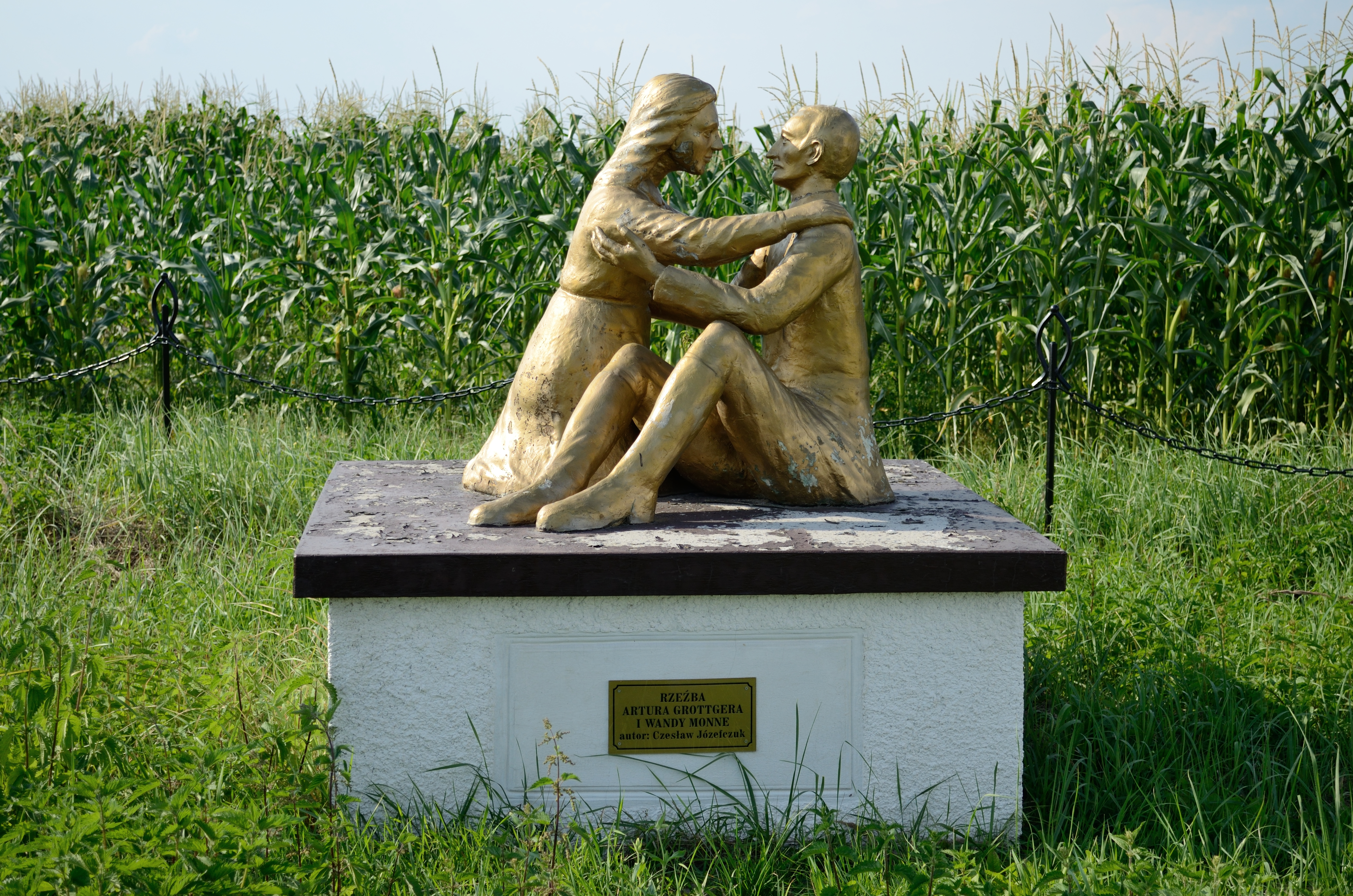
Rzeźba przedstawiająca Artura Grottgera i Wandę Monné
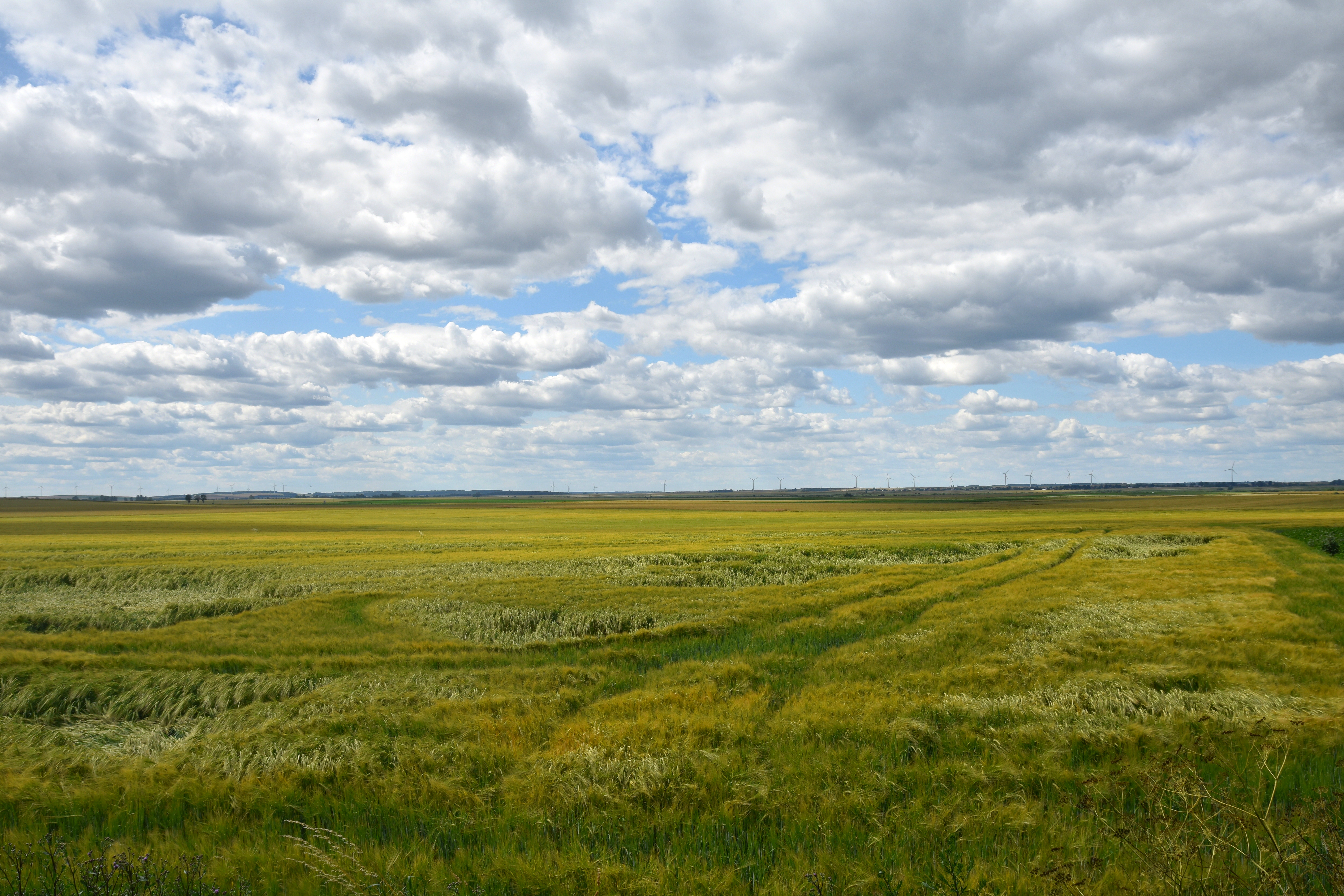
Równina Bełska w Dyniskach

Po wojnie teren nieistniejącego dworu zajął PGR. Z dawnych czasów pozostało jedynie kilka dziewiętnastowiecznych nagrobków na miejscowym cmentarzu i zrujnowana kapliczka św. Jana Nepomucena, zbudowana przez Skolimowskich. Sosna, pod którą Grottger spotykał się z narzeczoną, zwana tutaj sosną Grottgera, stała na terenie wsi do 2011 r., kiedy to runęła pod naporem silnych wiatrów.
W latach 1988–1992 w Dyniskach wybudowano kościół pw. św. Antoniego.